# Bengaalse tijger

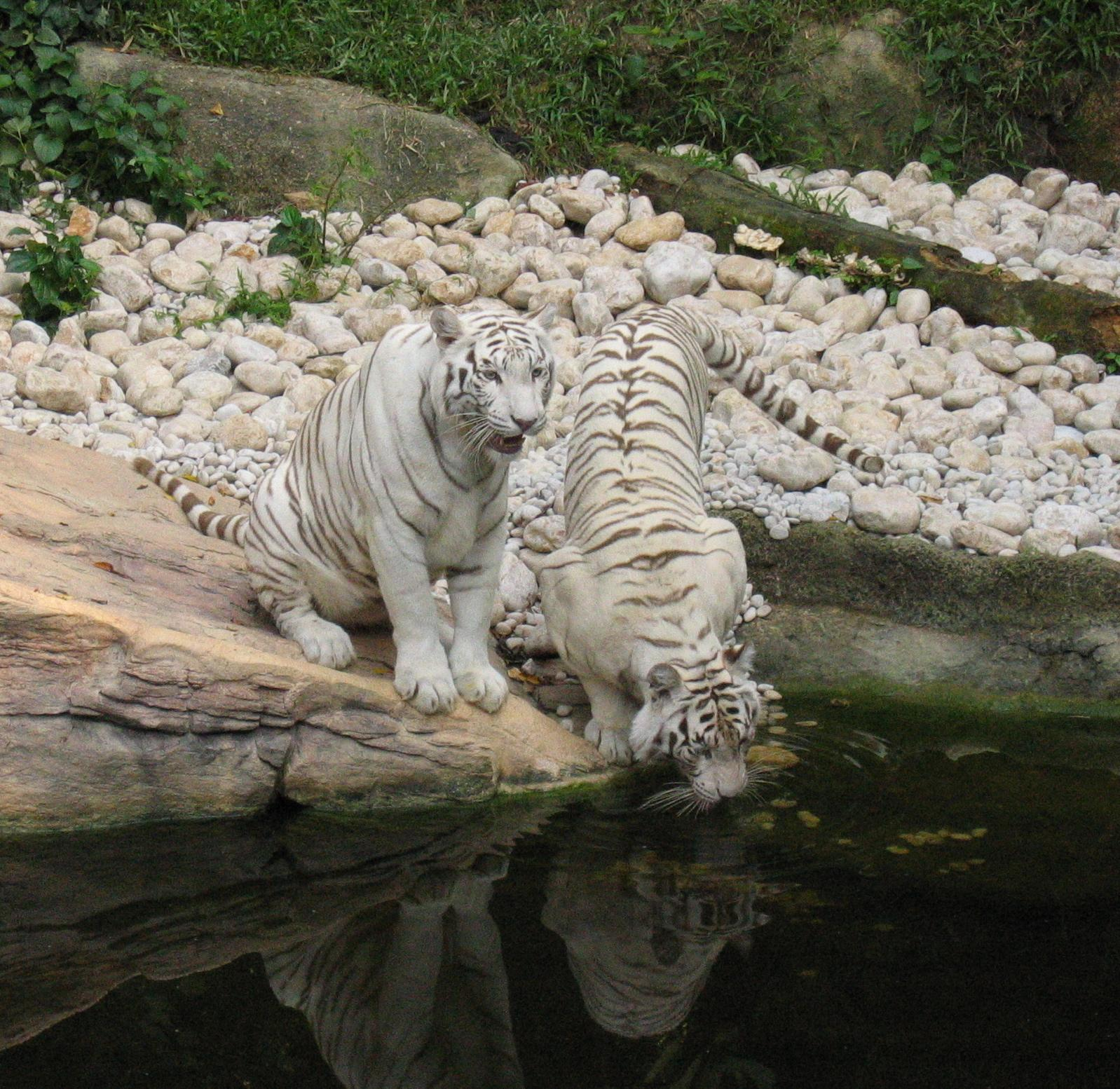
Twee witte tijgers drinken water.

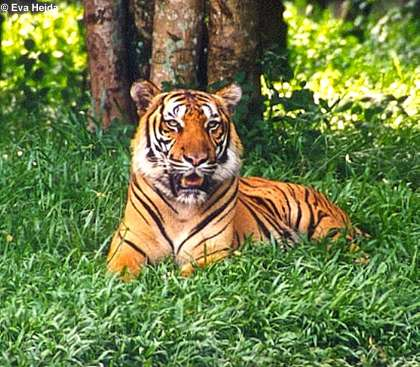

De Bengaalse tijger of koningstijger (Panthera tigris tigris) is een ondersoort van de tijger (Panthera tigris) die voorkomt op het Indisch subcontinent. Op de Siberische tijger (Panthera tigris altaica) na is de Bengaalse tijger de grootste katachtige. Het is de talrijkste ondersoort van de tijger.

## Uiterlijke kenmerken
De vacht van de Bengaalse tijger is oranjebruin tot oranjegeel met verticale bruine tot zwarte strepen. Dit strepenpatroon verschilt in aantal, dikte en vertakkingen per individu. De buikzijde, de wangen en het gebied rond de ogen zijn wit. Ook bestaat er een kleurvariant die in de volksmond "witte tijger" wordt genoemd, met een geheel roomwitte vacht waarop het streeppatroon ligt. Deze tijgers worden vaak Bengaalse tijgers genoemd, maar zijn in realiteit een hybride tussen Siberische en Bengaalse tijgers. Enkel in Indië zijn deze dieren zuiver Indisch. Het betreft hier een autosomaal recessief gen dat de aanmaak en distributie in de haarschacht van feomelanine onderdrukt waardoor de rode en gele pigmenten niet tonen in de vacht en enkel de eumelanine-pigmenten die het donkere streeppatroon geven te zien zijn op een lichte ondergrond. Deze kleurvariëteit is nagenoeg afwezig in het wild, maar een populaire attractie in gevangenschap. Zij wordt regelmatig gehouden in dierentuinen, waaronder in Pairi Daiza en Pakawi Park. Ook bestaan er geheel zwarte dieren, waarbij het dominante gen A, dat verantwoordelijk is voor het tonen van het agouti-streeppatroon, ontbreekt. Maar ook zulke dieren zijn zeer zeldzaam. Ook zeldzaam zijn de "gouden tijgers", met een oranjebruine tot oranjegele vacht met verticale bruine strepen, in plaats van zwarte strepen. Hier zorgt een autosomaal recessief "chocolate" gen voor de vervorming van de zwarte eumaline-pigmenten waardoor deze optisch bruin tonen. Deze kleurvariëteit is eveneens zo goed als afwezig in het wild, maar wordt wel in dierentuinen gehouden, zoals vroeger in Pakawi Park. Sinds 2016 is deze variant daar niet meer te zien.
De schofthoogte van de Bengaalse tijger is ongeveer 100 à 110 centimeter. Mannetjes hebben een kop-romplengte van 270 tot 310 centimeter en een lichaamsgewicht van 180 tot 258 kilogram, vrouwtjes hebben een kop-romplengte van 240 tot 265 centimeter en een lichaamsgewicht van 100 tot 160 kilogram. De Bengaalse tijgers die in de Sundarbans voorkomen zijn echter kleiner en aanzienlijk lichter; drie vrouwtjes wogen gemiddeld 76,7 kilogram, zo bleek uit onderzoek dat werd uitgevoerd door onderzoekers van de Universiteit van Minnesota en het Bangladesh Forest Department.

## Leefwijze
De Bengaalse tijger jaagt voornamelijk 's nachts en in de schemering. Hij jaagt onder andere op herten als sambars, barasingaherten en axisherten, varkens, antilopes, apen als hoelmans, runderen als waterbuffels en gaurs en zelfs jonge olifanten. Soms worden ook gavialen, pythons en kleinere prooidieren als kikkers, hagedissen, schildpadden, kleine slangen, vissen, krabben, termieten en sprinkhanen gegrepen. Een geliefd, maar gevaarlijk prooidier is het witstaartstekelvarken (Hystrix indica). Zijn stekels kunnen dodelijke infecties veroorzaken. In de Sundarbans, het enige gebied waar tijgers nooit zijn bejaagd, zijn deze roofdieren relatief algemeen. De prooi wordt eerst tot dichtbij beslopen, en wordt daarna besprongen en in de nek, schouders of rug gebeten. Prooidieren worden nog in het water achtervolgd. De prooi wordt over het algemeen bij het water opgegeten.
De Bengaalse tijger is een solitair dier, dat zijn territorium verdedigt tegen andere tijgers van hetzelfde geslacht. Enkel in de paartijd (in april en mei, en in oktober en november) trekken een mannetje en een vrouwtje enkele dagen met elkaar op. De tijger krijgt één tot zes welpen per worp. Na 6 à 12 weken gaan de welpen jagen. Een Bengaalse tijger in een nationaal park in Nepal is vijftien jaar oud geworden.

## Verspreiding en leefgebied
De Bengaalse tijger komt voor in West-Myanmar en op het Indische subcontinent, in Bhutan, Nepal en Zuid-China, Bangladesh en India. Hij leeft hier in de vochtige regenwouden, moessonwouden, bamboebossen en savannes die begroeid zijn met hoog gras en bomen, in waterrijke gebieden als moerassen, in mangroves en in rivierbossen. Hij komt zowel in het laagland als in de bergen voor, tot in de Himalaya, waar hij leeft in bladverliezende bossen.

## Bedreiging en bescherming
De Bengaalse tijger wordt met uitsterven bedreigd door het verdwijnen van zijn leefomgeving en door stropers. Tijgers worden niet alleen voor hun vacht gedood maar ook voor de bereiding van diverse traditionele Oost-Aziatische medicijnen. In de negentiende eeuw waren jachtpartijen op de tijger een belangrijke manier van tijdverdrijf voor Indiase maharadja's. De maharadja trok met een stoet olifanten en personeel de jungle in om op zoek te gaan naar tijgers en deze neer te schieten. Deze tijgerjachten bereikten tussen de Eerste en de Tweede Wereldoorlog een hoogtepunt, toen hooggeplaatste Britten eveneens op deze manier gingen jagen.
De Bengaalse tijger is nu een beschermde diersoort en is het nationale dier van zowel India als Bangladesh. In India werd de jacht op de tijger en de handel in huiden in 1970 verboden, ten tijde van de regering van Indira Gandhi. Ook zijn er sinds "Operatie Tijger" in 1973 verscheidene natuurreservaten opgericht om de tijger te beschermen. De tijgerpopulatie van India bestond in 2014 uit zo'n 2.226 dieren (cijfers van 2013; 1.706 in 2010, 3700 in 2002 en 5000 in 1970), en de totale populatie, eind 2009, waarschijnlijk uit zo'n 3200 exemplaren (ongeveer 2500 in 1979). In de Sundarbans, een mangrovebos rond de delta van de Ganges, op de grens van India en Bangladesh, leven zo'n 270 tijgers aan Indiase zijde en ongeveer 100 in Bangladesh.
In 2015 werd het aantal dieren in Bhutan op 103 geschat en het aantal in Maleisië op 250.
Nepal beschermt de tijgers en hun leefgebied. Het land had een plan om het aantal tijgers te verdubbelen tegen 2022. Reeds in 2018 bereikten zij dit doel met 235 tijgers, terwijl er dit in 2009 nog maar 121 waren.
Studies van het WWF geven aan dat de Bengaalse tijger een soort is die onder sterke druk staat van de opwarming van de aarde. Als de zeespiegel langs de Bengaalse kust ten opzichte van het jaar 2000 met 28 centimeter stijgt, zoals wordt voorspeld, dreigt 96% van het leefgebied van de Bengaalse tijgers in de Sundarbans te verdwijnen.

### Sterke afname in India
In 2007 werd duidelijk dat het aantal tijgers in India sterk is afgenomen, vooral buiten de reservaten. Van zo'n 3700 exemplaren in 2000-2001 naar 1411 individuen in 2006, is het aantal tijgers dus sterk afgenomen. Lange tijd heeft de Indiase regering de cijfers verdraaid. Zo zouden er al een lange tijd geen 3000 tijgers meer zijn, hoewel de overheid het tegendeel beweerde. Experts beweren dan ook dat er momenteel nog maar 750 tijgers over zijn in heel India.
In 2025 keerde het tij echter en werd duidelijk dat het aantal tijgers in India is verdubbeld. Eind januari 2025 waren er meer dan 3600 tijgers in India, zo'n driekwart van de hele tijgerpopulatie. 
Siberische tijger (P. t. altaica) · Noord-Indochinese tijger (P. t. amoyensis) · Balinese tijger (P. t. balica) · Chinese tijger (P. t. corbetti) · Maleise tijger (P. t. jacksoni) · Javaanse tijger (P. t. sondaica) · Sumatraanse tijger (P. t. sumatrae) · Bengaalse tijger (P. t. tigris) · Kaspische tijger (P. t. virgata)